# Bazaria venosella
Bazaria venosella is een vlinder uit de familie snuitmotten (Pyralidae). De wetenschappelijke naam is voor het eerst geldig gepubliceerd in 2009 door Asselbergs.
De soort komt voor in Europa.